# Hirschegger Mariahilfkapelle

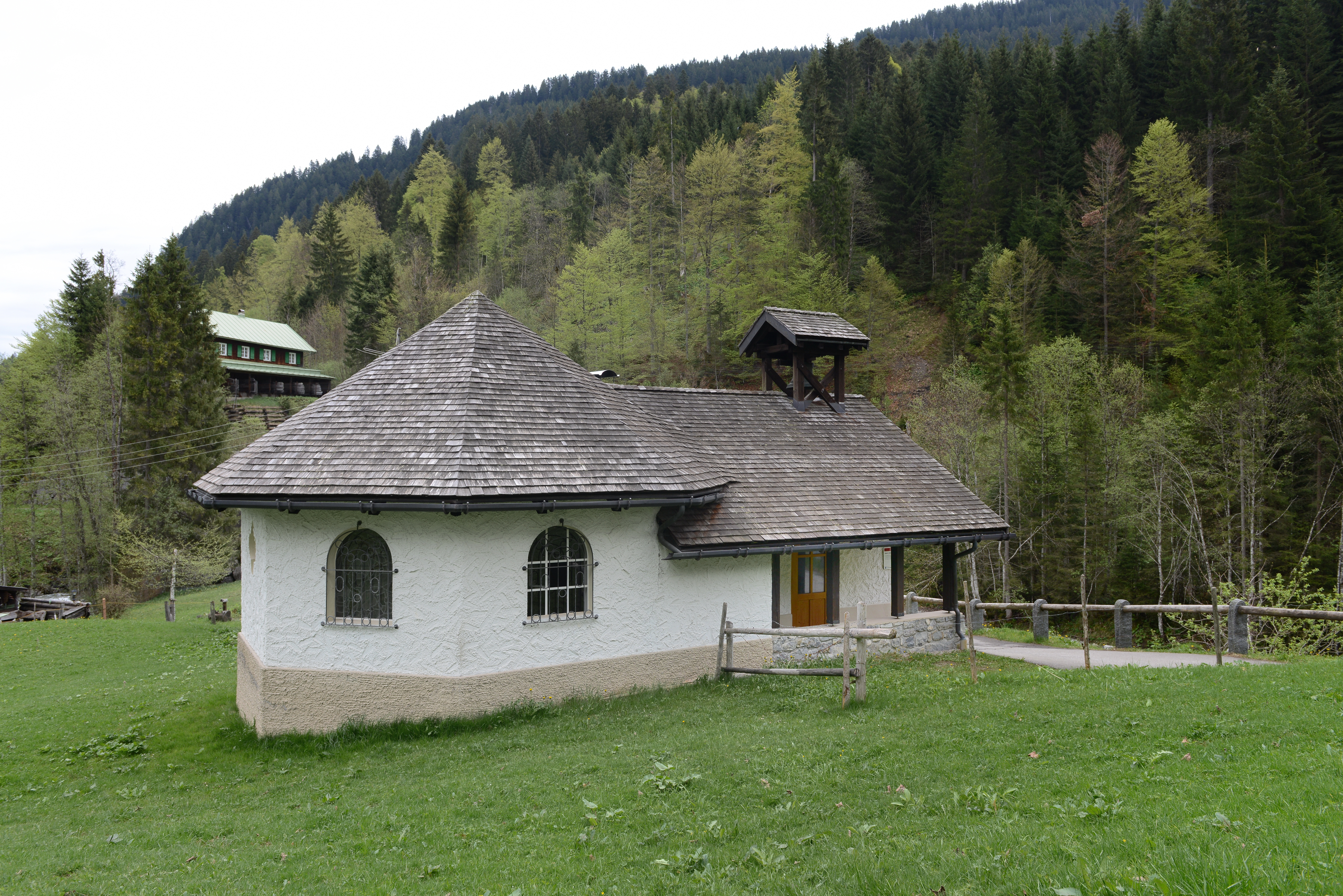
Hirschegger Mariahilfkapelle (2014)

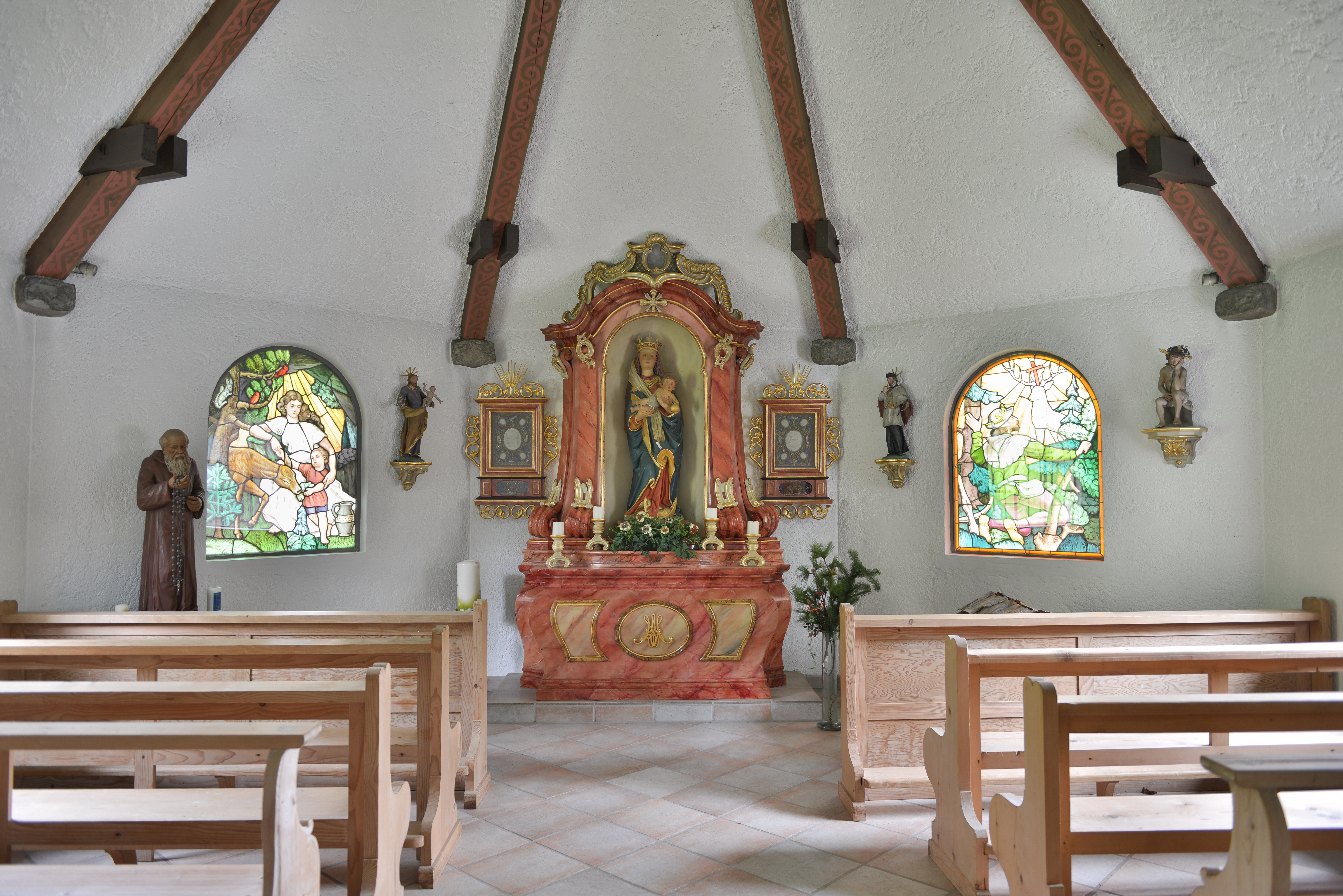
Hirschegger Mariahilfkapelle (2014)

Die Kapelle Mariahilf ist eine römisch-katholische Kapelle im Ort Hirschegg in der Gemeinde Mittelberg in Vorarlberg. Die Kapelle ist Maria, Hilfe der Christen geweiht. Sie steht unter Denkmalschutz.
Die Kapelle liegt am Weg von der Pfarrkirche hl. Anna zur Leidtobelbrücke. 1730 wurde eine Kapelle genannt. Von 1891 bis 1892 erfolgte ein Neubau der Kapelle, welcher 1919 um einen Zentralbau erweitert und neu geweiht wurde.
Das tonnengewölbte Langhaus unter einem Satteldach – nun ein Vorraum – mit einem Glockendachreiter über der Giebelfassade zeigt an der Fassade einen Stein mit 1892. Das Vorzeichen ist im Westen. Der eingezogene Rundbogen zum ehemaligen Chor ist erhalten. Der achteckige Zentralraum aus 1919 ist unter einem Zeltdach. Ein Rundbogenfenster mit Glasgemälde zeigt rechts den hl. Hubertus und links einen Schutzengel.
Den Altartabernakel bauten 1913 die Gebrüder Bachmann. In einer Rundbogennische steht die Figur Maria mit Kind aus dem Allgäu um 1510, welche 1919 vom Maler Josef Reich gefasst wurde. Es gibt zwei Figuren Josef und Johannes Nepomuk aus dem Ende des 18. Jahrhunderts. Die Figur Herr im Elend schuf 1920 der Bildhauer E. Riezler oder Rietzler. Eine Figur Bruder Klaus ist aus dem 20. Jahrhundert.